# Frères corses
Pour les articles homonymes, voir Les Frères corses (homonymie).
Pour plus de détails, voir Fiche technique et Distribution.
Frères corses est un film français réalisé par Géo Kelber, sorti en 1939.

## Fiche technique
- Titre : Frères corses
- Réalisation : Géo Kelber
- Scénario : Gilles Dartevelle, d'après le roman Les Frères corses d'Alexandre Dumas
- Dialogues : Alexandre Arnoux
- Photographie : Marcel Grignon et Georges C. Stilly
- Musique : Henri Tomasi
- Son : Georges Gérardot
- Société de production : Distribution européenne
- Pays d'origine :  France
- Durée : 81 minutes
- Dates de sortie : France - 3 mai 1939

## Distribution
- Pierre Brasseur : Tonio
- Paul Azaïs : André
- Lucienne Le Marchand : Gina
- Jean Aquistapace : Bruno
- Ruth Pally : Maria
- Jacqueline Daix : Laeticia
- Jean Brochard : le gendarme
- Jacques Erwin : Angelo
- Raymond Rognoni : le curé
- Lucien Gallas : Jérôme
- Sylvia Bataille
- Jacques Vitry

## À propos du film
« Ce mélodrame folklorico-rural a longtemps posé un problème aux historiens, car la réalisation en est attribuée à Georges (Géo) Kelber exclusivement. En fait [Robert] Siodmak supervise à nouveau le travail d'un débutant » (Hervé Dumont, Robert Siodmak. Le maître du film noir, L'Âge d'Homme, 1981, p. 121. L'auteur précise en outre que, d'une part, le film devait être tourné par Jean Tarride « avec la collaboration technique de Géo Kelber » et que, d'autre part, Robert Siodmak a dirigé les extérieurs en Corse.